# Echinolampas
Genre
Echinolampas est un genre d'oursins, de la famille des Echinolampadidae.

## Morphologie
Ce sont des oursins irréguliers de forme arrondie présentant une légère pointe antérieure (où se trouve le périprocte). Le système apical est tétrabasal ou monobasal, les pétales longs et ouverts. Le périprocte est marginal à inframarginal. On note la présence de pores buccaux, de bourrelets et de phyllodes larges bien développés.

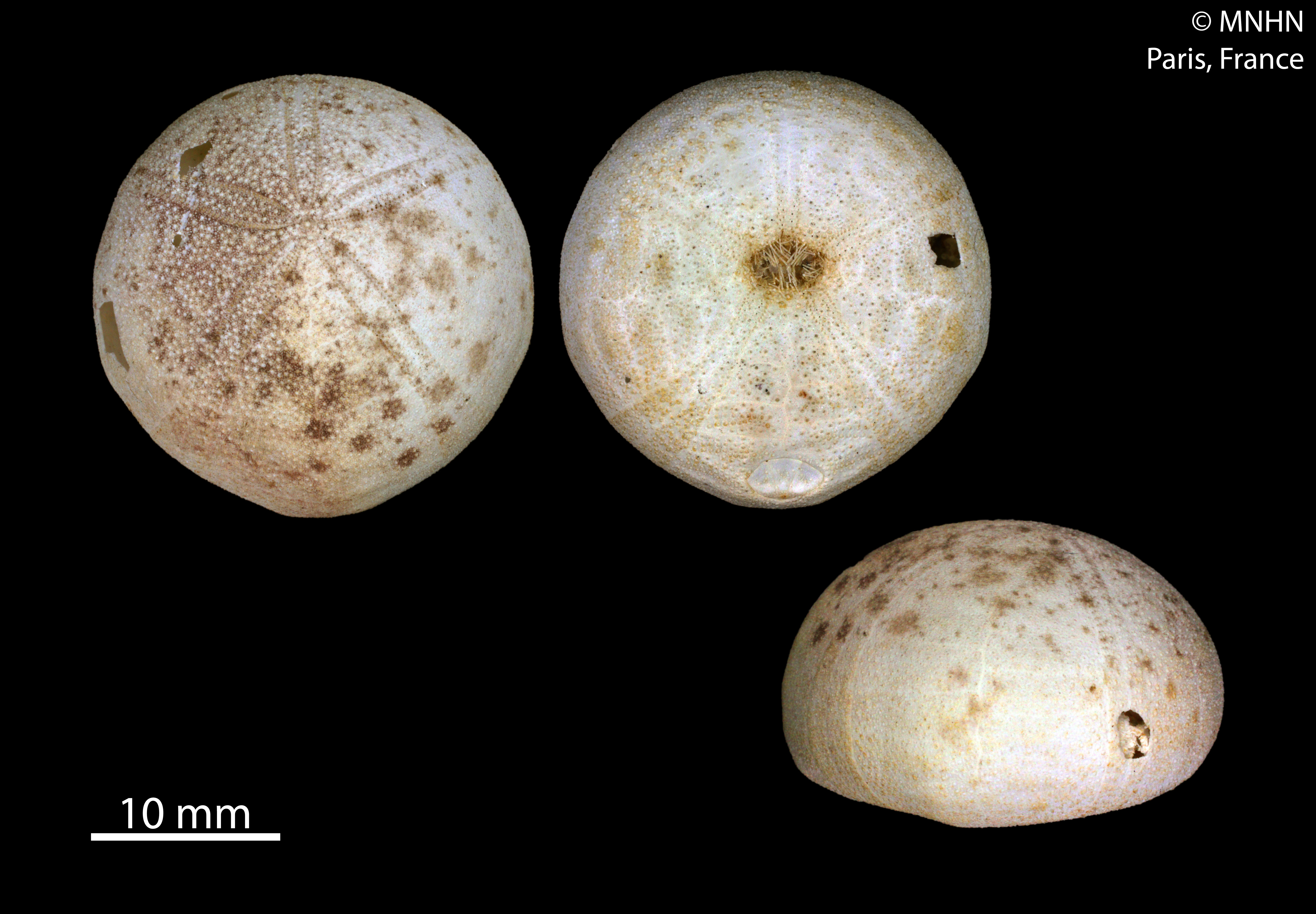
Test dEchinolampas depressa (MNHN)

## Extension stratigraphique
Ces oursins existent depuis l'Eocène.

## Systématique
- Le genre Echinolampas a été décrit par le zoologiste britannique John Edward Gray en 1825.
- L'espèce type pour le genre est Echinolampas ovata (Leske, 1778), que l'on trouve dans l'Océan Indien.

### Taxinomie
Liste des genres
Selon World Register of Marine Species (3 mai 2014) :
- Echinolampas africanus
- Echinolampas alexandri de Loriol, 1876
- Echinolampas altissima Arnold & H. L. Clark, 1927
- Echinolampas anceps
- Echinolampas atascaderensis Brighton, 1926b
- Echinolampas atrophus
- Echinolampas barcensis Tavani, 1946
- Echinolampas bombos Nisiyama, 1968
- Echinolampas bothriopygoides Lambert, 1937
- Echinolampas brachytona Arnold & H. L. Clark, 1927
- Echinolampas camagueyensis Weisbord, 1934
- Echinolampas caranoi Checchia-Rispoli, 1950
- Echinolampas cavaionensis Venzo, 1935
- Echinolampas checchiai Roman, in Roman & Gonçalves, 1965
- Echinolampas chiesai Airaghi, 1939
- Echinolampas chuni (Döderlein, 1905)
- Echinolampas cojimarensis Sánchez Roig, 1949
- Echinolampas concavus Hayasaka, 1948
- Echinolampas consolationis Sánchez Roig, 1953c
- Echinolampas crassa (Bell, 1880) (Afrique du Sud)
- Echinolampas cuvillieri Lambert, in Lambert & Jacquet, 1936
- Echinolampas daguini Castex, 1930
- Echinolampas delorenzoi Mirigliano, 1938
- Echinolampas depressa Gray, 1851
- Echinolampas deserticus Desio, 1929
- Echinolampas dubaleni Castex, 1930
- Echinolampas ellipsoidalis
- Echinolampas eocenicus Sánchez Roig, 1953c
- Echinolampas garciai Sánchez Roig, 1952c
- Echinolampas gigas Sánchez Roig, 1953a
- Echinolampas gignouxi Lambert, 1933a
- Echinolampas globulossus Sánchez Roig, 1952c
- Echinolampas hanguensis Davies, 1943
- Echinolampas hemisphericus
- Echinolampas jacquemonti d’Archiac & Haime, 1853
- Echinolampas jacqueti Lambert, in Lambert & Jacquet, 1936
- Echinolampas keiensis (Mortensen, 1948)
- Echinolampas koreana H.L. Clark, 1925
- Echinolampas kugleri Jeannet, 1959
- Echinolampas macrostoma Lambert, in Lambert & Jacquet, 1936
- Echinolampas madurensis Martin, 1919
- Echinolampas marcaisi Lambert, 1937
- Echinolampas marioi Roman, in Roman & Gonçalves, 1965
- Echinolampas menchikoffi Lambert, 1935c
- Echinolampas mestrei Sánchez Roig, 1926
- Echinolampas migiurtinus Checchia-Rispoli, 1950
- Echinolampas migliorinii Checchia-Rispoli, 1950
- Echinolampas migliorinii Venzo, 1934a
- Echinolampas moronensis Sánchez Roig, 1953c
- Echinolampas munozi Sánchez Roig, 1949
- Echinolampas neuvillei Castex, 1930
- Echinolampas nuevitasensis Weisbord, 1934
- Echinolampas omanensis Clegg, 1933
- Echinolampas ovata (Leske, 1778)
- Echinolampas paraensis Marchesini Santos, 1958
- Echinolampas paragoga Arnold & H. L. Clark, 1927
- Echinolampas parvula Lambert, 1936c
- Echinolampas percrassus Meznerics, 1941
- Echinolampas peyroti Castex, 1930
- Echinolampas rangii Des Moulins, 1837
- Echinolampas rhodiensis Venzo, 1934a
- Echinolampas rollandil Lambert, 1931c
- Echinolampas rombellipsoidalis Thirring, 1936
- Echinolampas sandiegensis Sánchez Roig, 1953c
- Echinolampas santaclarae Sánchez Roig, 1951
- Echinolampas sternopetala A. Agassiz & H.L. Clark, 1907
- Echinolampas strongyla Arnold & H. L. Clark, 1927
- Echinolampas subnucleus Venzo, 1934a
- Echinolampas sumatrana Döderlein, 1905
- Echinolampas tenuipetalum Sánchez Roig, 1952c
- Echinolampas torrense Sánchez Roig, 1953c
- Echinolampas umbella Palmer, in Sánchez Roig, 1949
- Echinolampas vadaszi Roman, in Roman & Gonçalves, 1965
- Echinolampas valettei Lambert, 1933a
- Echinolampas venzoi Roman, in Roman & Gonçalves, 1965
- Echinolampas visedoi Lambert, 1935b
- Echinolampas woodi Currie, 1930
- Echinolampas woodringi Durham, 1961

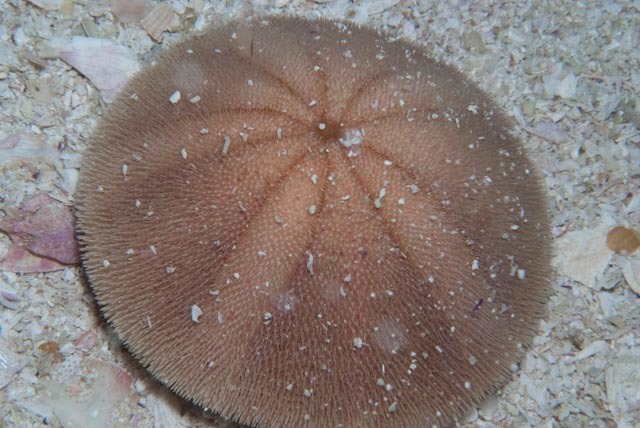
Echinolampas crassa
Planilampas keiensis
Echinolampas ovata
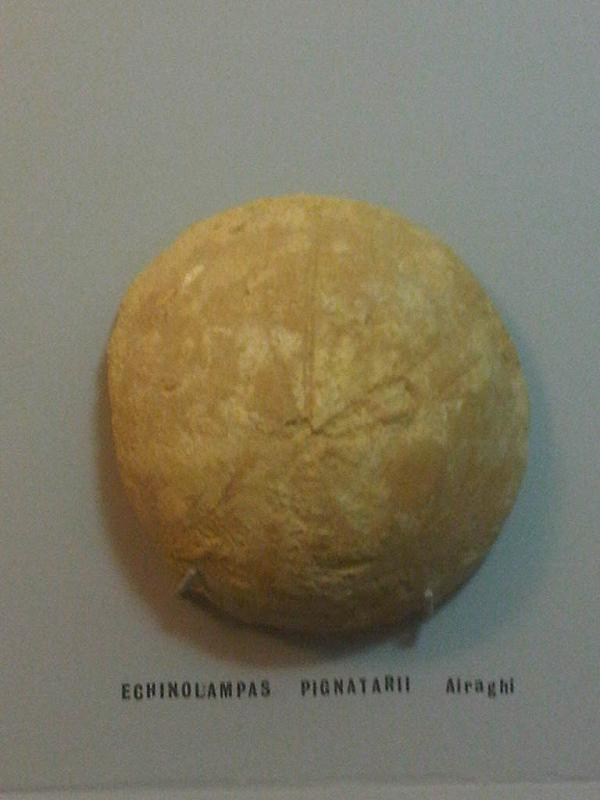
Echinolampas chiesai
Fossile d’Echinolampas hemisphaericus (MHNT)
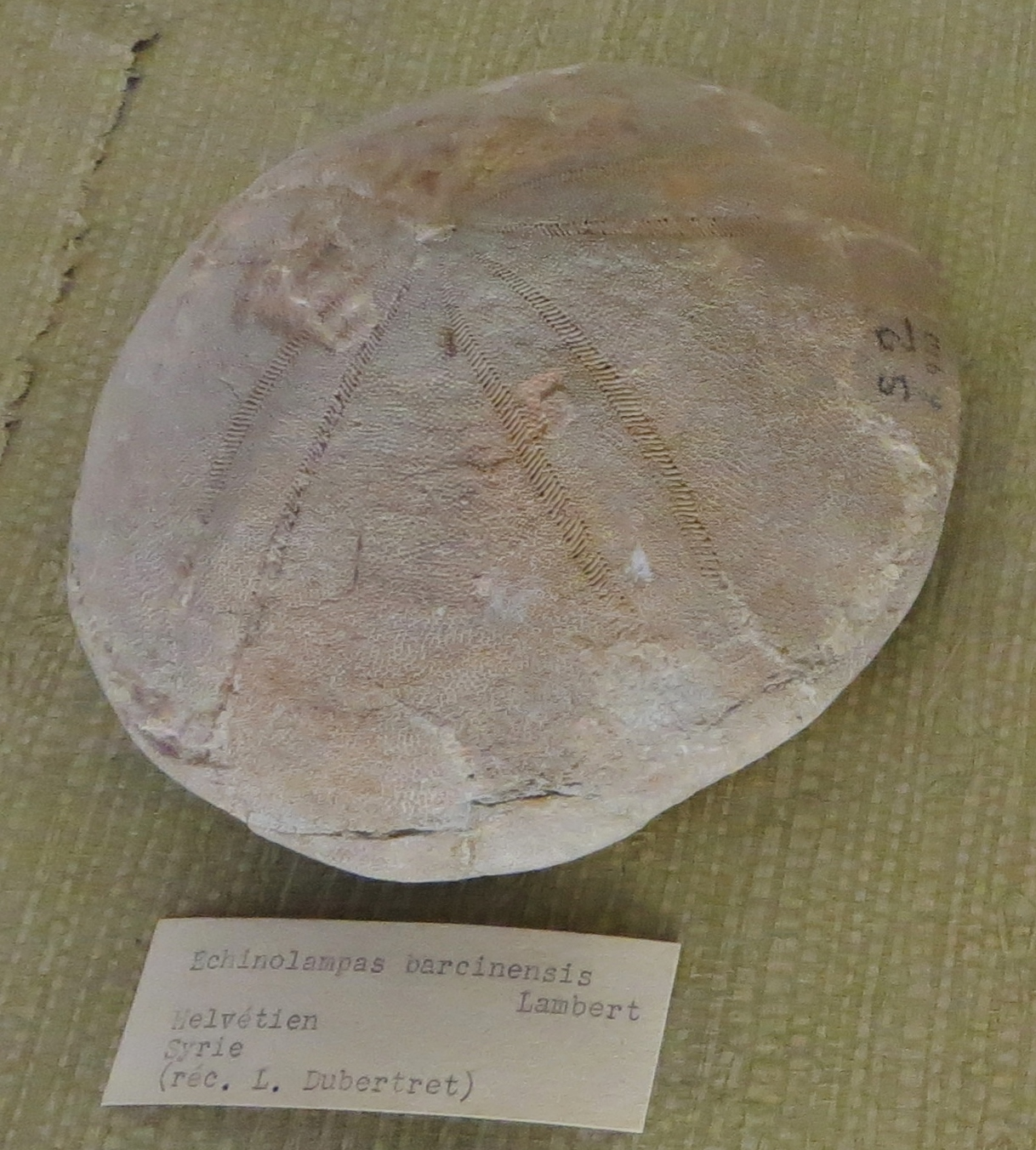
Fossile de Echinolampas barciensis (Helvétien, MNHN).

Complément
- Echinolampas dinanensis Tournouër, 1868
- Echinolampas discoideus d'Archiac & Haime, 1853; Oligocène, Pakistan
- Echinolampas gambierensis Tenison Woods, 1867; Miocène, Australie.
- Echinolampas gregoryi McNamara & Philip, 1980;  Miocène, Australie.
- Echinolampas khariensis Srivastava & Singh, 1999; Eocène, Inde
- Echinolampas lipiformis Srivastava & Singh, 1999; Eocène, Inde
- Echinolampas morgani Cotteau, 1860; Miocène, Australie.
- Echinolampas ovalum Laube, 1869; Miocène, Australie.
- Echinolampas pipurensis Srivastava & Singh, 1999; Eocène, Inde
- Echinolampas posterocrassa Gregory, 1890; Eocène, Australie.
- Echinolampas tatei Lambert, 1898; Oligocène-Miocène, Tasmanie
- Echinolampas vicaryi d'Archiac & Haime, 1853; Eocène, Inde
- Echinolampas vrians Sowerby, in Grant 1840; Eocène, Pakistan
- Echinolampas yoshiwarai de Loriol, 1902; Miocène-Pliocène, Japon.

### Synonyme
- Aplolampas † Gray, 1825
- Echinolampas (Palaeolampas) Bell, 1880
- Palaeolampas Bell, 1880
- Sphelatus Pomel, 1883
- Merolampas Pomel, 1883
- Miolampas Pomel, 1883
- Craterolampas Cotteau, 1890
- Progonolampas Bittner, 1892
- Cypholampas Lambert, 1906
- Isolampas Lambert, 1906 †
- Macrolampas Lambert, 1906
- Isolampas Lambert, 1906 †
- Macrolampas Lambert, 1906
- Psammolampas Lambert, 1913
- Cylindrolampas Lambert, 1918
- Oeidolampas Lambert, 1918
- Politolampas Lambert, 1918
- Planilampas Mortensen, 1948

### Classification
Plus de 285 espèces ont été assignées à ce genre (Roman, 1965, page 689). En raison du très grand nombre d'espèces, plusieurs tentatives ont été faites pour subdiviser ce genre en sous-genres ou en sections. 
Lambert (1907, p.28) et Lambert & Thiery (1921, pp.377-384, 1924, p.385) divisent ce genre en huit sections, se distinguant par des caractères variables, comme en témoigne le fait que différents spécimens d'un les espèces ont été assignées à plus d'une section (Kier, 1957, p.848).
Mortensen (1948, p.272) les a groupés en trois sous-genres, cependant, les caractères utilisés par Mortensen sont trop variables pour être d'une distinction générique (Kier, 1962, p.107). 
Le site Web du NHM a divisé les Echinolampas en quatre sous-genres, en utilisant des caractères fiables. Ils indiquent laisser aux futurs auteurs le soin d'effectuer une analyse morphométrique plus approfondie des Echinolampas.